# Clara Resch
Clara Resch (* 19. Januar 1995 in Steinheim am Albuch) ist eine deutsche Politikerin (Bündnis 90/Die Grünen). Sie ist seit September 2024 Mitglied des Landtags von Baden-Württemberg.

## Leben
Resch wuchs in ihrer Geburtsstadt Steinheim am Albuch auf und legte in Heidenheim an der Brenz das Abitur ab. Sie absolvierte von 2015 bis 2018 ein Studium der European Studies an der Universität Passau, das sie mit dem Bachelor of Arts abschloss. Anschließend studierte sie Sozialwissenschaften an der Universität Augsburg. Sie schloss das Studium 2022 mit dem Master of Arts ab. Seither war sie als wissenschaftliche Mitarbeiterin des baden-württembergischen Landtagsabgeordneten Martin Grath tätig. Sie lebt in Heidenheim.
Resch ist verheiratet und hat ein Kind.

## Politik
Resch ist Mitglied von Bündnis 90/Die Grünen. Bei der Landtagswahl in Baden-Württemberg 2021 kandidierte sie als Ersatzkandidatin von Martin Grath im Landtagswahlkreis Heidenheim. Sie rückte am 1. September 2024 für Grath nach dessen Mandatsverzicht in den Landtag nach.